# Hardwicke Island
Hardwicke Island är en ö i Kanada.   Den ligger i provinsen British Columbia, i den sydvästra delen av landet, 3 700 km väster om huvudstaden Ottawa. Arean är 77 kvadratkilometer.
Terrängen på Hardwicke Island är kuperad. Öns högsta punkt är 798 meter över havet. Den sträcker sig 7,6 kilometer i nord-sydlig riktning, och 17,0 kilometer i öst-västlig riktning.
Trakten runt Hardwicke Island är nära nog obefolkad, med mindre än två invånare per kvadratkilometer.